# Desano
Los desanos (también desana, dessana, wirá o mimí porá) son una etnia indígena nativa de las selvas de la cuenca alta del río Vaupés, especialmente en la hoya de sus afluentes, los caño Abiyú, Cucura, Timbó y Murutinga y el río Papúrí, en el departamento colombiano de Vaupés y el área aledaña en el estado brasileño de Amazonas.

## Sistema regional
Los desanos (wirá porá 'hijos del viento') pueden ser definidos como una «fratria» patrilineal exogámica, que hace parte de un sistema regional de fratrias exogámicas diferenciadas lingüísticamente. Los desanos se casan con una persona de otra fratria o etnia, preferentemente con los piratapuyos (wa'í), wananos (dehkosirú), tucanos (nahséa) o sirianos (seléa). Otras etnias o fratrias exogámicas, principalmente de lenguas tucanos también forman parte de este sistema regional del Vaupés, basado en el intercambio matrimonial entre ellas. La fratria de los desanos está conformada por 30 sib o clanes patrilineales, cada uno de los cuales se considera descendiente de un antepasado y antepasada comunes.

## Maloca
Cada sib ocupa una casa comunal o «maloca» (wi'í), donde viven 5 a 8 familias, unas 35 personas. Las malocas son rectangulares con un techo de dos aguas, de paja de hojas de palma, que llega casi hasta el suelo y con paredes de corteza o tablillas y, con dos puertas, la principal o entrada mirando hacia el río y la salida al lado opuesto, que solo puede ser utilizada por quienes viven allí. 
La maloca se divide en cuatro secciones por un eje (gumú) que va de la entrada a la salida y tres «jaguares rojos» perpendiculares al eje, que son horcones pintados de rojo y manchas negras. Se genera así una sección masculina entre la entrada y el «jaguar central» y una femenina entre este y el de la salida y además las secciones de los jóvenes a la izquierda del eje y de los mayores a la derecha. 
El centro de la maloca es un lugar sagrado y allí se coloca una banca ritual para el sacerdote del sol (kamú) y el chamán o payé (ye'e). Este aspira la resina seca de Virola spp. (vihó) y bebe yajé para comunicarse con los espíritus y lograr el control de la salud y de la cacería y las demás actividades de la gente. El sacerdote entona los cantos sagrados, presenta las ofrendas al sol y orienta los rituales, amonesta a los individuos sobre su conducta, a la vez que transmite la sabiduría y los relatos a la nueva generación.

## Cosmología
Nuestro mundo está conformado por agua y tierra (selva). Alrededor, el aire se expande entre este mundo natural y el sobrenatural donde abunda la energía que controla el poder y la fuerza, los fenómenos físicos y espirituales, la vida y la fertilidad. La zona inferior del cosmos está constituida por un «río de leche» (ahpikon diá) femenino y una «tierra de leche» (ahpikon yéba) envueltos y contenidos por la «maloca de leche» (ahpikon wi'í) protegida por el colibrí, que se concibe como un útero o placenta a donde van los espíritus de los muertos. 
Se considera que el Padre Sol (pagé abé) es el creador que ha originado todas las cosas (p. ej., energía, aire, agua y tierra) y tiene representante, uno de los cuales es el sol diurno y otro la luna, concebida como sol nocturno. También lo representan los «personajes de los días» (êmêkóri mahsá), que rigen el tiempo e intervienen para mediar los conflictos, y los «personajes de la sangre» (diroá mahsá), que protegen a la gente y viven cerca de las malocas. Los jaguares son también delegados del sol, los sacerdotes y los payé.
Cuando una pez boréka («trucha») se enamoró de un hombre y cohabitó con él. Sus hijos fueron los primeros desanos, quienes se consideran protegidos por el colibrí (mimí) quien también se identifica con el viento. Al morir los desanos se convierten en colibrís. Los desanos cohabitaron con diferentes hembras y así originaron los diferentes sib. No deben casarse ni tener relaciones sexuales con mujeres desanas o cometerían incesto, lo cual tendría consecuencias catastróficas para la naturaleza y el cosmos, tal y como se dice que ocurrió cuando el sol cometió incesto con su hija. La hija del sol se describe como la transmisora de la cultura desano.
Todos los animales están sometidos al «dueño de los animales» (kêgê) que habita los cerros rocosos y los raudales, desde donde rige la proliferación de las diferentes especies. En la selva hay además espíritus, algunos de los cuales son «demonios» que causan mal, matando o enfermando a la gente.

## Economía
Los desanos se conciben como cazadores y aprecian la caza como la actividad principal y propia de los hombres, que de hecho provee el 25 % de la alimentación. Dentro del sistema regional de etnias y fratrias, se concibe una división del trabajo en la que los piratapuyos, wananos, tucanos y sirianos se conciben como pescadores, y las mujeres de las comunidades pescadoras se consideran análogas a la pez que se unió al antepasado de todos los desanos. Otros grupos son considerados agricultores son los tuyucas, yurutis, carapanaes y cubeos.
Para cazar el hombre desano se prepara desde niño, aprende qué animales se pueden cazar y cuándo, cómo atraer la presa, así como un código de conducta que incluye no burlarse del animal cazado. Además antes de cazar debe abstenerse de relaciones sexuales, purificar sus armas, invocar con el payé a la hija del sol, a los dueños y espíritus para encontrar las presas y llevar amuletos. Al cazar y después de cazar debe realizar determinadas prácticas específicas. Los rituales de la primera cacería son especiales. 
Tradicionalmente se cazaba con arco, flecha, cerbatana y dados con curare, actualmente se usa cada vez más la escopeta. Cazan principalmente danta (wehkê), venado (ñamá), pecarí, monos, lapa, agutís y aves diversas.
La pesca es la segunda actividad en importancia. Se practica con arco y flecha, arpones, trampas, redes y anzuelos y a veces con barbasco. Pesca y caza son abundantes en la estación seca, pero en el invierno la recolección por mujeres, hombres y niños, de frutos silvestres, miel y algunos insectos, es un complemento importante de la alimentación.
La agricultura es la actividad por excelencia de las mujeres. El hombre abre el terreno (tumba y quema), pero a la mujer corresponde la siembra, el cuidado de la chagra y la cosecha. En la chagra (po'é) crecen simultáneamente varias especies, la más notoria la yuca amarga, junto con batata (ñahpí), chonque (duktú), ñame, chontaduro (eri), aguacate (uyú), guama (meré), tabaco (murú) y coca (ahpí). 
El procesamiento de la yuca es cuidadosamente realizado por las mujeres que la lavan y exprimen para extraer los tóxicos, amasan el almidón y lo asan para obtener el «casabe» y la «fariña» (po'gá). La obtención de las materias primas como fibras y maderas para fabricar los artefactos para el procesamiento, así como cestas y hamacas (pû'gü), es otra actividad de los desanos, quienes mantienen su habilidad artesanal.

## Lengua
El idioma desano hace parte del grupo oriental de la familia tucana.

### Fonología
Vocales
|        | Anteriores | Centrales | Posteriores |
| Altas  | i ĩ        | ɨ ~       | u ũ         |
| Medias | e ẽ        |           | o õ         |
| Bajas  |            | a ã       |             |

Son seis vocales orales y seis nasales.
Consonantes
|                   | labial | alveolar | palatal | velar | glotal |
| oclusivas sordas  | p      | t        |         | k     | (ʔ)    |
| oclusivas sonoras | b      | d        |         | g     |        |
| fricativas sordas |        | s        |         |       | (h)    |
| vibrantes         |        | (r)      |         |       |        |
| aproximantes      | w      |          | j (y)   |       |        |

Son doce fonemas consonánticos. Las oclusivas sonoras /b, d, g/ y la aproximante palatal /j/ tienen variantes nasales /m, n, ŋ, ɲ/ antes de vocal nasal.
Tono
El desano tiene dos tonos fonéticos: alto y bajo.